# Colossendeis vityazi
Colossendeis vityazi is een zeespin uit de familie Colossendeidae. De soort behoort tot het geslacht Colossendeis. Colossendeis vityazi werd in 1973 voor het eerst wetenschappelijk beschreven door Turpaeva. 